# 野格利口酒
野格利口酒 （德語：Jägermeister，德語：[ˈjɛːɡɐˌmaɪstɐ]，/ˈjeɪɡərmaɪstər/ YAY-gər-my-stər）（德语Jäger意思是猎人，Meister意思是大师。）也称野格圣鹿，是一款源自德国下萨克森州沃尔芬比特尔的药草开胃酒，在沃尔芬比特尔制造和装配，其成分包括56种来自全球各地的辛香料。野格利口酒酒精浓度为35%，既可以直接饮用，又可以搭配红毛榴梿汁、可乐、功能饮料、牛奶混合饮用。

## 历史

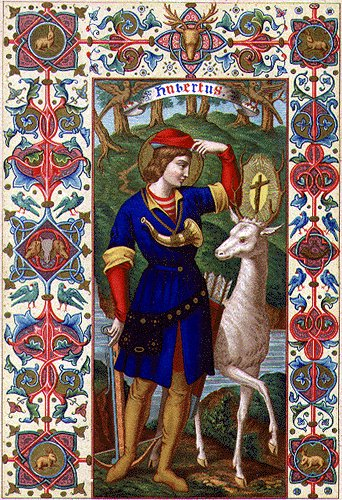
圣胡波特斯

德语Jäger意思是猎人，Meister意思是大师。1934年新的帝國狩猎法（Reichsjagdgesetz）中，“猎人大师”被用作高级的护林员和猎场看守人，而其中地位最高的就是赫尔曼·戈林，被称作Reichsjägermeister。因此，当1935年这款酒饮面世时，野格这个名字已经深入人心，有时候也因此被称作“戈林烈酒”。
Curt Mast，野格最早的酿酒人，原本是一个猎人。若按字面翻译，野格的意思就是“狩猎大师”，Jäger即猎人（Hunter）之意，Meister即大师（Master）之意。最初野格是作为开胃酒和止咳药水使用的。
野格的标志是一个雄鹿的角中间一个发光的基督教十字架。这个标志是参照两个基督教猎人的守护神，圣胡波特斯和圣尤斯塔斯，他们两人在皈依基督教的过程中都曾看见过鹿角中闪光的十字架的景象。
野格的标签上也采用了守林人、鸟类学家Oskar von Riesenthal的诗Weidmannsheil：
Das ist des Jägers Ehrenschild,
daß er beschützt und hegt sein Wild,
weidmännisch jagt, wie sich’s gehört,
den Schöpfer im Geschöpfe ehrt.

## 生产
野格的成分包括56种药材、水果、植物的根和辛香料。公开的成分包括柑橘类果皮，甘草，茴香，罂粟籽，红花，生姜，杜松子和人参等。这些原材料晒干后浸泡在水酒中两至三天。然后原液过滤并存放在橡木桶中长达一年。一年后，酒液再次过滤，并掺入白糖、焦糖，酒精和水。最后再过滤一次后装瓶。有些地方传说野格含有鹿或者麋鹿的血，但此说法不实。

## 饮用

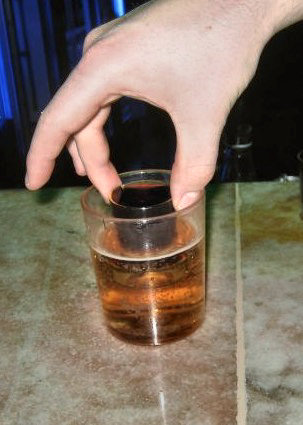
Jägerbomb

整体上说，野格是德国草本利口酒（Kräuterlikör ）大类中的一种。与其他欧洲草本利口酒，比如同样是德国的Goldwasser和Unterberg、法国的荨麻酒、丹麦的Gammel Dansk药酒、捷克和克罗地亚的冰爵利口酒以及匈牙利的乌尼古药酒类似。但是与上述酒不同之处在于，野格的味道更甜。
生产商建议，野格需要冷藏，并冷饮。通常野格用来调制多种鸡尾酒，最著名的是被称之为Jägerbomb的鸡尾酒——将子弹杯倒入野格后，丢進一大杯红牛功能饮料中，在台灣被稱為野格炸彈。

## 赞助

### 体育
从20世纪70年代，野格品牌就与欧洲赛车队建立了广泛的合作关系，在宝马与保时捷参加的各项赛事中都有野格赞助的身影，包括一级方程式赛车，德国赛车锦标赛DRM，德国房车赛DTM和C組賽車。
野格的橙色制服是各大赛事中标识之一，《汽车运动》杂志2008年1月31日的一篇文章中将之选为20个最具代表性的商业配色方案之一，足以证明其知名度。
野格同样积极投身德国足球，特别是德甲联赛。 1973年，布伦瑞克足球俱乐部成为他们赞助的第一支足球队，在队服上印上野格的商标。虽然球队拒绝了他们将队名更改为“野格足球队”的提议，这项价值10万马克（51,130欧元）的赞助在当时颇具争议，其他球队也迅速跟进，揭开了商业进入足球的新模式。目前，野格在德国多个球场都设立有专门的广告牌。
野格也有赞助过乒乓球。

### 音乐
在美国，野格通过Sidney Frank的宣传迅速走红，并与众多重金属乐队，如金属乐队，克鲁小丑乐队，潘特拉乐队，和超级杀手乐队都有着联系。野格赞助了众多重金属乐队的巡回演出。西德尼·弗兰克至少每两年都会举办一次的野格音乐之旅。
自2008年以来野格一直是Mayhem音乐节——最大的摇滚音乐节之一，每年夏天在美国和加拿大各地巡演——的赞助商。
Zac Brown Band甚至将野格写入了他们的歌曲中。
Someone do me a favor and pour me some Jäger and, I'll grab my guitar and play.
在澳大利亚，野格赞助的官方独立音乐排行榜AIR Charts。
在波斯尼亚和黑塞哥维那，野格同样赞助着《野格音乐之夜》和《萨拉热窝金属巨星》这样的活动。